# Живојин Петровић (сликар)
Живојин Живко Петровић (Земун, 1805 — Земун, 1868) био је српски сликар. 

## Биографија
Живков отац био је знаменити Јован Петровић Ковач, један од првих топџија и окивача топова у доба Карађорђа. Лик Јована Петровића израдио је 1837. године Константин Григоријевић Данил, један од српских сликара и пријатеља Живка Петровића. По оцу и Живка су неретко звали Ковач. Живојин је имао брата Ђорђа, који је био председник апелационог суда у Београду.
Живко Петровић је сликарство учио у Бечу на академији под упутством славног сликара Рала. По завршеном школовању вратио се у Земун где је, осим што је пар година боравио у Београду, провео цео живот. Ту се и оженио 1833. године и у овом браку родио више деце, која су у раној младости преминула. Забележена су имена двојице синова Јована и Николе. 

## Стваралаштво
У време Живковог стварања у Земуну је било још два сликара, Димитрије Братоглић  и Коста Лекић, од којих је Живко био најмлађи. У Земуну је тада настало доста слика, које су се углавном налазиле и чувале у чувенијим земунским кућама. 
Живко се никада није прославио као велики сликар, а као и многи знаменити сликари радио је слике по поруџбини од којих је и живео. Саме по себи овакве слике нису биле превише захтевне и радиле су се шаблонски. Такве су биле и Живкове слике, он се није превише трудио да сликама да нешто ново и своје. Сасвим другачији су били његови оригинални радови са почетка, јер се у њима види његова умешност, мисли и укус. Касније, тржиште није захтевало такве елементе и чак су копије могле донети и бољу зараду од оригинала, што је Живку ишло у корист. Због тога је Живко у својој радионици увек имао неко дело Константина Григоријевића Данила, са којим је био близак и који му је увек из Великог Бечкерека слао своје радове на копирање. После Живкове смрти дела из радионице су расута по Земуну и за сва се веровало да су његова, иако је сасвим сигурно да су се ту налазила и дела многих других сликара.
Живко је био највештији у портретима, на њима се највише видела његова умешност, а умео је верно да прикаже и стање душе онога кога слика. Сликао је лик цара Франца и цара Фердинанда, такође и лик Марка Николића млађег који је био изложен у дворани српске црквене општине. Такође, у овој дворани налазило се и његов портрет Светог Саве. У католичкој цркви у Земуну налазила се његова олтарна слика, која је била копија Тицијанове Асунте. Године 1898. приликом реновирања цркве ова слика је замењена другом и премештена је у просторије парохијалне зграде. Знамо да је 1838. године Живко сликао и саму цркву.
Не зна се тачан број слика које је Живко насликао за живота, али период његовог стварања свакако је био дуг, од 1833. па све до смрти 1868. године. Живко није унео никакве новине у српско сликарство, али је свакако остао доследан свом позиву и љубави према уметности и сликању. 